# Серро-Чато
Серро-Чато (исп. Cerro Chato) — город в центральной части Уругвая. Расположен одновременно на территории трёх департаментов: Дурасно, Флорида и Трейнта-и-Трес.

## История
Серро-Чато получил статус малого города (Villa) 17 ноября 1964 года..
В 1927 году в Серро-Ларго имел место референдум, в ходе которого его жители должны были решить, к какому департаменту (Дурасно, Флорида или Трейнта-и-Трес) населённый пункт будет отнесён. Данный референдум интересен тем, что это было первым случаем в Латинской Америке, когда женщинам предоставили право голоса. В ходе референдума победил департамент Дурасно, однако данный результат так и не был принят властями, поэтому Серро-Чато по-прежнему находится сразу в трёх департаментах.

## Население
Население по данным на 2011 год составляет 3227 человек.
| Год  | Население |
| ---- | --------- |
| 1963 | 4 896     |
| 1975 | 8 592     |
| 1985 | 10 278    |
| 1996 | 12 174    |
| 2004 | 15 028    |
| 2011 | 15 908    |

Из них проживают:
1694 в департаменте Трейнта-и-Трес, 1124 в департаменте Дурасно, 409 в департаменте Флорида. 
Источник: Instituto Nacional de Estadística de Uruguay